# Brunei Open 1993
Die Brunei Open 1993 im Badminton fanden Anfang Juli 1993 statt.

## Die Sieger und Platzierten
| Disziplin    | Gold                                     | Silber                         | Bronze                              |
| ------------ | ---------------------------------------- | ------------------------------ | ----------------------------------- |
| Herreneinzel | Fung Permadi                             | Muralidesan Krishnamurthy      | Kantharoopan Ponniah                |
| Herreneinzel | Fung Permadi                             | Muralidesan Krishnamurthy      | Pei Wee Chung                       |
| Dameneinzel  | Silvia Anggraini                         | Zarinah Abdullah               | Mimi Rachman                        |
| Dameneinzel  | Silvia Anggraini                         | Zarinah Abdullah               | Natawan Yusakul                     |
| Herrendoppel | Pramote Teerawiwatana Sakrapee Thongsari | Herly Djaenudin Joko Mardianto | Seng Kok Kiong Hadi Sugianto        |
| Herrendoppel | Pramote Teerawiwatana Sakrapee Thongsari | Herly Djaenudin Joko Mardianto | Kitipon Kitikul Prapon Prapaitrakul |
| Damendoppel  | Henny Lilik Sudarwati                    | Mimi Rachman S. Runny          | Irene Lee Hwee Hwee Tan Chi Teng    |
| Damendoppel  | Henny Lilik Sudarwati                    | Mimi Rachman S. Runny          | Thanitsara Juntest Natawan Yusakul  |